# Acceleration of SUGURI
『Acceleration of SUGURI』（アクセラレーション オブ スグリ）は、同人ゲームサークル橙汁が製作した対戦形式のシューティングゲーム。橙汁の代表作とされる『スグリ』のキャラクターによる対戦アクションゲームとなっている。略称は「AoS」「アクセラ」「マゲリ」「青スグリ」など。現在の最新バージョンはVer1.1。

## 概要
前作『スグリ』のキャラクター達が円形のフィールドの中で高速対戦を繰り広げる。前作に登場したキャラクターは、生身で戦闘しなかったシフを除いて全員が登場する。
本作はCPU戦だけでなく対人戦も行うことができる。ネットワークを介して通信対戦を行うことも可能。
4Gamer.netのコーナー「インディーズゲームの小部屋」では、「攻防が目まぐるしく入れ替わる高速戦闘が一番の見どころ」のゲームであり、「個々の行動のリスクとリターンを常に意識しながら次の一手を打つ」ことが醍醐味であると評している

## 登場キャラクター
- スグリ

前作の主人公。射速の早いビームライフル、多数発射し場を制圧するミサイル、近接武器のソードといった扱いやすい武装を備えたオーソドックスな性能。
- サキ

前作のステージ1のボス。速度はやや遅いものの、画面内に長く留まり相手の行動を制限させる攻撃を多数有する。
- イル

前作のステージ2のボス。スグリをやや射撃性能に特化させ、逆に近接攻撃能力を下げたような性能。
- ナナコ

前作のステージ3のボス。常時展開されている7つのビットからビームや機雷をばら撒く遠距離～中距離攻撃を得意とするタイプ。逆に近接武装は非常に頼りない。
- カエ

前作のステージ4のボス。近接武装に特化した性能。ヒート値が高くなると一部の攻撃が変化し強力になるという能力を有する。
- キョウコ

前作のステージ5のボス。設置型の水晶と相手のビームを反射する鏡を駆使する待ちタイプの性能。移動速度が遅め。
- ヒメ

隠しキャラ1。前作の最終ボス。広範囲をカバーする遠距離武器と、射程が長く一度攻撃が当たれば連続してダメージを与え、更に別の武装で追撃可能な近接武装を有する遠近ともに立ちまわれる万能型。
- ソラ

隠しキャラ2。次回作「ソラ」の主人公で、本作で一足早くゲスト出演している。スグリと似た性能を有しながら、誘導性が高く威力の高いミサイル攻撃を持つ。

## ホシノカケラ
前作「スグリ」の曲を、作曲者自身でリアレンジした、Acceleration of SUGURIのサウンドトラック。全13曲収録されている。

## Acceleration of SUGURI X-Edition
新キャラとシナリオモードが追加された拡張パックで、ネットワークを介した通信対戦も可能。起動には、『Acceleration of SUGURI』が必要でこのソフト単体では起動できない。『X-Edition』と『Acceleration of SUGURI』には通信対戦の互換性は無い。2006年、コミックマーケット71で頒布。
後に北米のPlayStation Networkでも配信された。

### 追加キャラクター
SUGURI-P
SUGURI-SP
スグリの武装違い。「P」はポッド、「SP」はエメラルドグリーンの色をした二刀流ソードを装備している。
NO NAME
シフが自身の身体能力を補うために造りだしたシフの分身。シフとは違い、スグリ達と互角に戦える身体能力を発揮するが、頭が良くなく、女好きである。前作でシフが操縦していたロボットのミサイルやパンチを繰り出すことが出来る。
ROBO
前作『スグリ』においてシフが操縦していたステージ6のボス。円状のステージを半分程覆い尽くすほど巨大なロボット。
きゅーぴー
プリンの守護者。橙汁製作の『きゅぴシュ～』からのゲスト出演。友達のうさぎと様々なフォーメーションを組み戦いに挑んでくる。